# عبد الله خليفة (لاعب كرة قدم مواليد 2004)
عبد الله خليفة الدوسري لاعب كرة قدم سعودي، يلعب كلاعب وسط في نادي الصفا معار من نادي الاتفاق.

## مسيرة اللاعب
بدأ في نادي الاتفاق وأعير إلى نادي الصفا في صيف عام 2024.